# Џед стуб
Џед стуб је симбол Старог Египта, који репрезентује стабилност.
Порекло овог знака је нејасно. Постоје две хипотезе:
- Прва је да је у питању стилизована представа мотке око које су везани снопови житарица
- Према другој хипотези приказује људску кичму што би објаснило конотацију »стабилност« коју знак има у свом значењу.

Од Старог царства је везан са главним земаљским божанством Птахом који се назива и племенити џед, асимилацијом и синкретизмом временом је Птах изједначен са боговима доњег света, Сокаром и Озирисом.
Од Новог царства, користи се као симбол Озириса.
Амулет у облику џед стуба обезбеђује стабилност и регенеративну моћ. Везан и за краљевску моћ, можда и за представу самог краља.
Усправљање џед стуба је краљевски ритуал, који представља врхунац у ритуалу умрлог краља и сед свечаности који ће обавити нови краљ.
Усправљање стуба уз помоћ конопца које обавља владар, означава истовремено и рођење.